# Statesboro
Statesboro is een plaats (city) in de Amerikaanse staat Georgia, en valt bestuurlijk gezien onder Bulloch County.

## Demografie
Bij de volkstelling in 2000 werd het aantal inwoners vastgesteld op 22.698.
In 2006 is het aantal inwoners door het United States Census Bureau geschat op 25.583, een stijging van 2885 (12.7%).

## Geografie
Volgens het United States Census Bureau beslaat de plaats een oppervlakte van
32,6 km², waarvan 32,4 km² land en 0,2 km² water. Statesboro ligt op ongeveer 65 m boven zeeniveau.

## Plaatsen in de nabije omgeving
De onderstaande figuur toont nabijgelegen plaatsen in een straal van 28 km rond Statesboro.

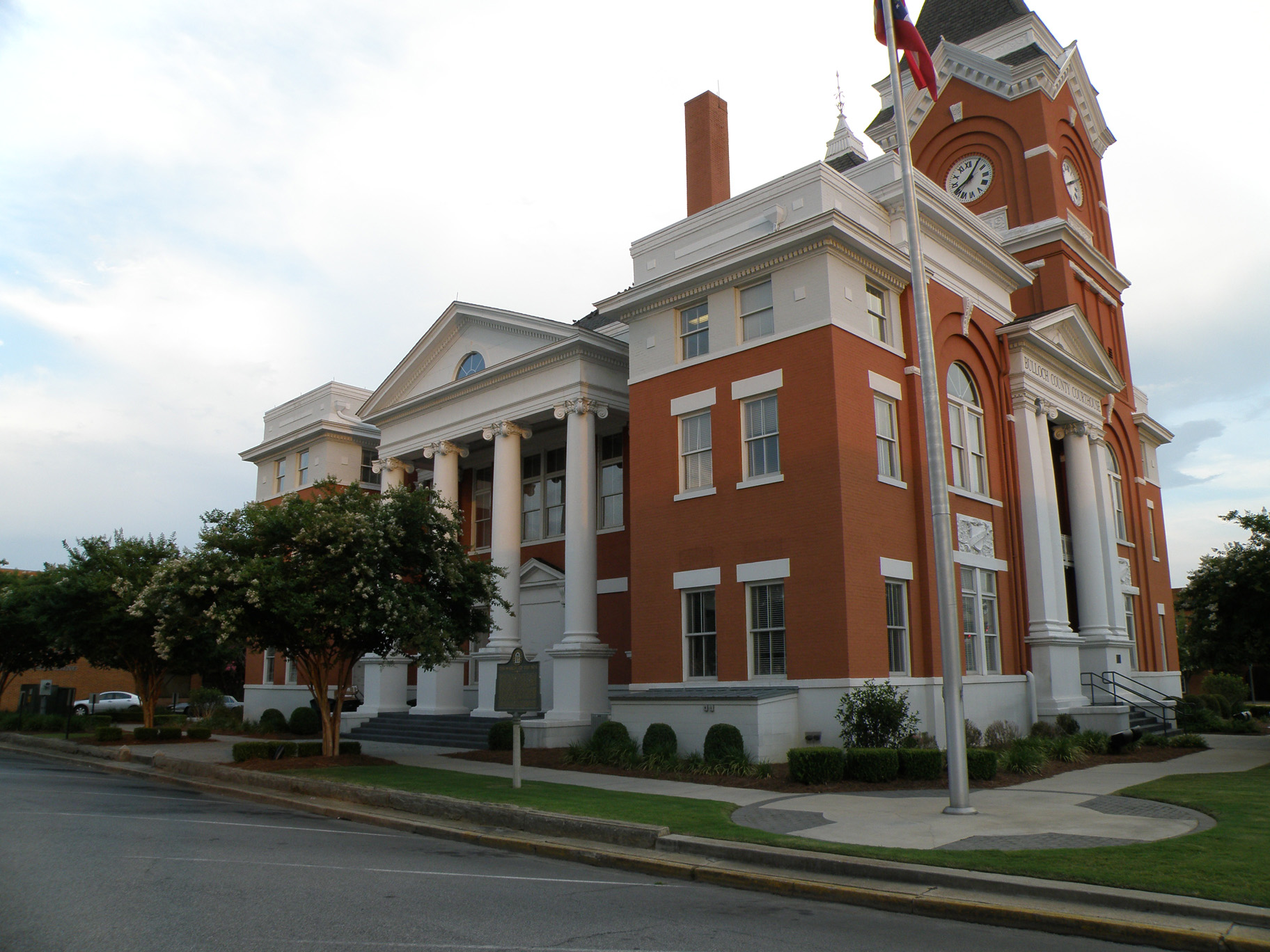
Bulloch County Courthouse in Statesboro

## Geboren
- Danny McBride (1976), Amerikaans acteur